# Paul Poupard
Pour les articles homonymes, voir Poupard.
Paul Joseph Jean Poupard, né le 30 août 1930 à Bouzillé, est un cardinal de l'Église catholique romaine, président émérite du Conseil pontifical pour la culture et ancien président du Conseil pontifical pour le dialogue interreligieux du Saint-Siège.

## Biographie
Né le 30 août 1930 à Bouzillé (Maine-et-Loire) en France, il est le fils de Joseph Poupard, cultivateur, et de Célestine Guéry.

### Formation
Le parcours universitaire de Paul Poupard l'a conduit de la faculté de théologie de l'université catholique de l'Ouest d'Angers à l'École pratique des hautes études à Paris dont il est diplômé ainsi qu'à la Sorbonne. Il est titulaire de deux doctorats, l'un en théologie et l'autre en histoire.
Il a été ordonné prêtre le 18 décembre 1954 pour le diocèse d'Angers.

### Prêtre
Après avoir été professeur de lettres en 1955, puis aumônier d'étudiants en 1957, il a assumé un ministère paroissial à Paris tout en étant attaché au Centre national de la recherche scientifique (CNRS).
En 1959, il part pour un premier séjour à Rome comme attaché à la Secrétairerie d'État tout en étant aumônier de l'Institut Saint-Dominique.
Il est en poste au collège de Combrée (Maine-et-Loire) en 1962-1963.
En 1971, il revient à Paris comme recteur de l'Institut catholique de Paris, poste qu'il occupe pendant 10 ans.

### Évêque
Nommé évêque auxiliaire de Paris avec le titre d'évêque in partibus d'Usula (de) le 2 février 1979, il est consacré le 6 avril suivant.
En 1980, il retourne à Rome où il assume des responsabilités importantes dans plusieurs instances de la Curie romaine :
- il est pro-président en 1980 puis président du Conseil pontifical pour les non-croyants de 1985 à 1993 lorsque ce Conseil est fusionné avec celui de la culture,
- il est secrétaire en 1980 puis président de 1988 à 2007 du Conseil pontifical pour la culture avant d'être remplacé par Gianfranco Ravasi,
- enfin, il préside le Conseil pontifical pour le dialogue interreligieux du 11 mars 2006 au 1er septembre 2007, avant d'être remplacé par le cardinal Tauran.

En 1981, il est nommé à la tête d'une commission chargée de réexaminer le procès de Galilée. Les travaux de cette commission se concluent par un discours du pape Jean-Paul II qui reconnaît à demi-mot que l'attitude de l'Église n'a pas été parfaite.
Il démissionne de ses fonctions après la mort de Jean-Paul II en 2005, comme le veut l'usage. Il est confirmé dans ces mêmes fonctions après l'élection du pape Benoît XVI.

### Cardinal
Il est créé cardinal par Jean-Paul II lors du consistoire du 25 mai 1985 avec le titre de cardinal-diacre de Sant'Eugenio. En 1996, il a été élevé au titre de cardinal-prêtre de Sainte Praxède.
Il participe au conclave de 2005 qui voit l'élection de Benoît XVI.
Le 10 août 2007, il représente le pape aux obsèques de son compatriote, le cardinal Jean-Marie Lustiger, à la cathédrale Notre-Dame de Paris.
Le 30 août 2010, il perd sa qualité d'électeur à ses 80 ans, ce qui l'empêche de prendre part aux votes des conclaves de 2013 (élection du pape François) et de 2025 (élection de Léon XIV).
Le pape François le nomme le 22 avril 2017 comme son envoyé spécial pour la célébration du VIIe centenaire de l'enclave des Papes à Valréas de juin 2017.
La durée de son cardinalat est de plus de 40 ans depuis le 25 mai 2025.

## Succession apostolique
Paul Poupard a ordonné les évêques suivants :
- Archevêque Robert Jean Louis Le Gall, O.S.B. (2002)
- Évêque Fabio Duque Jaramillo (es), O.F.M. (2004)

## Décorations & distinctions
- Commandeur de la Légion d'honneur
- Commandeur de l'ordre des Arts et des Lettres
- Docteur honoris causa des universités suivantes :
  - Louvain,
  - Aix-en-Provence,
  - Fu Jen,
  - Quito,
  - Santiago de Chile,
  - Puebla de Los Angeles.

## Publications
Le cardinal Poupard est l'auteur de plusieurs livres et il a été traduit en une quinzaine de langues, dont le bulgare et le japonais.
- L'Abbé Louis Bautain : un essai de philosophie chrétienne au XIXe siècle, Editions Desclée de Brouwer, 1961
- Connaissance du Vatican, Éditions Beauchêne, 1967, Nouvelle éd. 1974, trad. en italien, portugais, espagnol, allemand, polonais, coréen, japonais
- Un pape, pour quoi faire ?, Éditions Mazarine, 1980, trad. en allemand et en hongrois
- Église et cultures, Éditions S.O.S, 1980, trad. en italien, espagnol et russe
- Dictionnaire des religions (directeur de publication), Paris : Presses Universitaires de France, 1984[6], 2e éd. corr., 1985, 1838 p. ; éd. rev., 1993 ; 2007, 2 vol., 2256 p.
- Le pape, PUF, coll. « Que sais-je ? », 1980, 2e édition mise à jour, 1985, trad. en italien 1988, 3e édition refondue, 1997
- Le Vatican, PUF, coll. « Que sais-je ? », 1981, trad. en italien, arabe et chinois ; 2e édition mise à jour, 1994
- XIXe siècle, siècle de grâces, Éditions S.O.S., 1982
- La foi catholique, PUF, coll. « Que sais-je ? », 1982, 2e éd. 1993, trad. en italien, russe, croate et bulgare
- La foi et l'athéisme dans le monde, Ed. Desclée de Brouwer, 1989
- Le concile Vatican II, PUF, 1983, trad. en italien et chinois ; 2e éd. refondue, 1997
- Les religions, PUF, coll. « Que sais-je ? », 1987, 5e éd. 1996, trad. en espagnol, italien et portugais ; 10e éd. 2007
- L'Église au défi des cultures, Ed. Desclée de Brouwer, 1989, traduit en anglais, 1994
- Dieu et la liberté, Éditions Mame, 1992
- Prier quinze jours avec Paul VI, Éditions Nouvelle Cité, 1997
- Rome Pèlerinage, Bayard Éditions, 1998
- Avec Patrick Sbalchiero, Foi et cultures au tournant du troisième millénaire, C.L.D., Chambray-lès-Tours, 2001   (ISBN 2854433904)
  - Dictionnaire des miracles et de l'extraordinaire chrétiens, Paris, Fayard, 2002,  (ISBN 2-213-61394-X)
- Au cœur du Vatican de Jean XXIII à Jean-Paul II : entretiens avec Marie-Joëlle Guillaume, Perrin/Mame, 2003 : Prix Fondation Pierre-Lafue 2004
- Culture et christianisme, Éditions FATES, 2012  (ISBN 978-2-909452-37-1)
- Jean XXIII Témoignage pour l’histoire, témoignage, Gunnar Riebs, Editions Mols, 2014
- Préface de Sanguis martyrum, de Louis Bertrand, rééd. Via Romana, juin 2016  (ISBN 978-2-37271-037-4)

## Filmographie
- Sur les chemins d'éternité, documentaire de Marc-Laurent Turpin, (90 min), mesure-6 Films, 2010  (EAN 3-770000-653711[à vérifier : EAN invalide])